# Ernst Feick
Ernst Feick (* 30. Oktober 1911 in Büttelborn; † 2. April 2007 in Gießen) war von 1955 bis 1966 Präsident des Deutschen Handballbundes.

## Lehrer
Nach erfolgreichem Studium in Darmstadt und dem 2. Staatsexamen schloss sich die Ausbildung zum Sportlehrer an. Von 1936 bis 1939 war er als Handballlehrer tätig. Nach Kriegsende verschlug es Ernst Feick nach Gießen. Dort hat er – zuletzt als Oberstudienrat – bis 1977 an verschiedenen Gymnasien unterrichtet. 

## Handball
Feick begann seine Handball-Karriere beim TV Büttelborn und wechselte später zum SV Darmstadt 98. Er bestritt vier Länderspiele für den DHB in den 30er Jahren. Sein erstes Länderspiel bestritt Feick am 21. September 1930 bei der 5:6-Niederlage gegen Österreich. Ebenfalls war er auch als Handballlehrer für Reichstrainer Otto Günther Kaundinya für den DHB aktiv.
Nach dem Zweiten Weltkrieg hat er zunächst verschiedene Funktionen in Hessen ausgeübt, so war er u. a. Lehrwart, dann Spielwart. Von 1953 bis 1958 war er Vorsitzender des Hessischen Handball-Verbandes. 1953 trat er in den Spielausschuss des DHB ein. 1955 wurde er in Duisburg als Nachfolger von Willi Daume zum Präsidenten des DHB gewählt. Nach 1966 gab Feick alle Ehrenämter auf und kandidierte nicht mehr.